# Феррини, Джорджо
Джо́рджо Ферри́ни (итал. Giorgio Ferrini; 18 августа 1939, Триест, Королевство Италия — 8 ноября 1976, Турин) — итальянский футболист, полузащитник. Выступал за национальную сборную. Чемпион Европы 1968 года.
Умер от аневризмы.

## Карьера

### В клубах
В родном Триесте Джорджо выступал в молодёжной команде «Понцианы», а 16 лет перешёл в «Торино». На сезон 1958/59 его отдали в аренду в клуб «Варезе» из Серии C. 20 сентября 1959 года Феррини дебютировал за «Торино» во встрече с «Самбенедеттезе» в серии B. По итогам сезона 1959/60 туринцы заняли первое место и вышли в серию A. За это время Джорджо вместе с командой два раза выиграл Кубок Италии. Всего за «Торино» он сыграл 443 матча, тем самым установив клубный рекорд.

### В сборной
В 1960 году на Олимпийских играх Джорджо провёл 3 матча. Итальянская сборная в полуфинале сыграла вничью с Югославией, но проиграла по жребию и в матче за 3-е место уступила венграм.
В сборной Италии Феррини дебютировал 13 мая 1962 года в товарищеском матче против команды Бельгии. Всего за Италию он сыграл 7 матчей, в том числе 2 на чемпионате мира и 2 на победном чемпионате Европы.
Встреча со сборной Чили на чемпионате мира получила название «Битва при Сантьяго». Феррини был удалён с поля на 7-й минуте за фол против Онорино Ланда. Итальянец отказался покинуть стадион и был выведен полицейскими.

#### Статистика за сборную Италии
| Матчи и голы Феррини за сборную Италии | Матчи и голы Феррини за сборную Италии | Матчи и голы Феррини за сборную Италии | Матчи и голы Феррини за сборную Италии | Матчи и голы Феррини за сборную Италии | Матчи и голы Феррини за сборную Италии | Матчи и голы Феррини за сборную Италии |
| №                                      | Дата                                   | Место                                  | Оппонент                               | Счёт                                   | Голы                                   | Соревнование                           |
| -------------------------------------- | -------------------------------------- | -------------------------------------- | -------------------------------------- | -------------------------------------- | -------------------------------------- | -------------------------------------- |
| 1                                      | 13 мая 1962                            | Брюссель, Бельгия                      | Бельгия                                | 3:1                                    | —                                      | Товарищеский матч                      |
| 2                                      | 31 мая 1962                            | Сантьяго, Чили                         | ФРГ                                    | 0:0                                    | —                                      | Чемпионат мира 1962                    |
| 3                                      | 2 июня 1962                            | Сантьяго, Чили                         | Чили                                   | 0:2                                    | —                                      | Чемпионат мира 1962                    |
| 4                                      | 23 декабря 1967                        | Кальяри, Италия                        | Швейцария                              | 4:0                                    | —                                      | Отборочный матч ЧЕ 1968                |
| 5                                      | 20 апреля 1968                         | Неаполь, Италия                        | Болгария                               | 2:0                                    | —                                      | Отборочный матч ЧЕ 1968                |
| 6                                      | 5 июня 1968                            | Неаполь, Италия                        | СССР                                   | 0:0                                    | —                                      | Чемпионат Европы 1968                  |
| 7                                      | 8 июня 1968                            | Рим, Италия                            | Югославия                              | 1:1                                    | —                                      | Чемпионат Европы 1968                  |

Итого: 7 матчей; 3 победы, 3 ничьих, 1 поражение.

## Достижения
«Торино»
- Обладатель Кубка Италии (2): 1967/68, 1970/71